# 三角網格

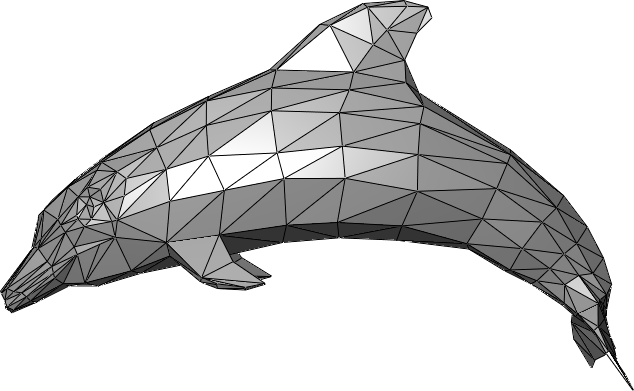
海豚的三角网格例子。

三角網格（英語：Triangle mesh）是数字建模处理的一个重要的概念。一個3D建模由多個三角形以不同角度(共用邊或角)組合的3D模型，而外圍的每個三角形构成三角網格。
许多图形软件包和硬件设备操作网格里的三角形，比操作相似数量的单独的三角形更加有效率。这是因为一般情况下，计算机图形对三角形的顶点进行处理。如果对于单独的三角形，则每个顶点都要处理。但在大型网格中，一个顶点可能被许多三角形共用，如果每个顶点仅做一次操作，则时间会减少很多，但效果保持不变。
在许多计算机图形应用中，都會用到三角网格。网格由顶点，边，和三角形组成。应用可能需要了解网格部分间的各种连接。这些连接可以独立维护，独立于实际的顶点位置。许多种数据结构都可以用來處理三角网格，并支持對网格內容的查询。

## 表示方式
使用OpenGL和DirectX API，主要有两种方式将三角网格传给图形硬件，分别是三角形带和索引数组。

### 三角形带
三角形带是一种在三角形之间共享节点数据的方法。三角形带中，每个三角形和一个相邻的三角形共用一条边，而和下一个三角形共用另一条。另一种方式是三角形扇，它是共用一个中心节点的相连三角形集合。使用这些方法，节点的处理很有效率，只需要处理N+2个节点，来绘制N个三角形。
三角形带很有效，然而缺点是对于任意三角网格而言，将其转换成三角形带的方式可能并不明显或便捷。

### 数据结构
对于这种简单的数据结构，其抽象表示是
```
Vertex = <integer>; // v
Edge = <integer, integer>; // v0, v1
Triangle <integer,integer,integer>; // v0, v1, v2
VData = <application-specific vertex data>;
EData = <application-specific edge data>;
TData = <application-specific triangle data>;
VAttribute = <VData, set<Edge>,set<Triangle>>; // data, eset, tset
EAttribute = <EData, set<Triangle>>; // data, tset
TAttribute = <TData>; // data
VPair = pair<Vertex,VAttribute>;
EPair = pair<Edge,EAttribute>;
TPair = pair<Triangle,TAttribute>;
VMap = map<VPair>;
EMap = map<EPair>;
TMap = map<TPair>;
Mesh = <VMap,EMap,TMap>; // vmap, emap, tmap
```

这些映射支持哈希表的标准插入和删除函数。仅当该项目尚不存在时，才会插入。仅当该项目确实存在时，才会删除。

### 边坍缩
此操作涉及确定边 hvk，vti，其中 vk 称为保留顶点，vt 称为丢弃顶点。共用此边的三角形将被从网格中移除。顶点 vt 也会被从网格中移除。任何共用 vt 的三角形都将该顶点替换为 vk。

### 索引数组
对于索引数组，网格由两个单独的数组表示，一个数组保存顶点，另一个数组則是三角形對應的三个顶点的索引集合。图形系统首先处理顶点，然后使用转换后数据的索引，渲染三角形。在 OpenGL 中，当使用顶点缓冲区对象（VBO） 时，glDrawElements() 基元用於實現此功能。
使用此方法，可以存储和操作共用任意数量顶点的任何三角形集，并将其传递到图形 API，而无需任何中间处理。